# Giuseppe Garrassini Garbarino
Giuseppe Garrassini Garbarino (Loano, 8 gennaio 1885 – Pola, 11 febbraio 1917) è stato un aviatore e militare italiano, pioniere dell’aviazione militare italiana, fu decorato di Medaglia d'oro al valor militare alla memoria durante la prima guerra mondiale.

## Biografia
Nacque a Loano l'8 gennaio 1885 da famiglia nobile e di antiche tradizioni. Suo padre, l'ingegnere Francesco, fu Sindaco della città e sua madre, Fanny De Amicis, era cugina di Edmondo De Amicis, il famoso autore del libro Cuore, e di monsignor Giacomo De Amicis, vescovo ausiliario di Genova. Terminati gli studi liceali, a partire dal 17 agosto 1902 iniziò a frequentare la Regia Accademia Navale di Livorno, da cui uscì con il grado di guardiamarina il 1 dicembre 1905.
Prestato giuramento, il giorno 16 dicembre viene imbarcato sulla nave da battaglia Benedetto Brin, passando poi sull'incrociatore Vesuvio con cui compì un lungo ciclo di navigazione verso l'estremo oriente. Imbarcatosi in successione sulle Regie Navi Amalfi, Volturno, San Marco ed Elba, il 4 maggio 1907 andò in missione a Chen-Kiang (Cina), venendo promosso sottotenente di vascello il 24 maggio 1908, e rientrando in Italia nel giugno 1909. Appassionatosi al mondo dell'aviazione, entrò in forza al Battaglione aviatori il 28 agosto 1910, e conseguì il brevetto di pilota sul campo d'aviazione di Centocelle il 22 dicembre dello stesso anno, e quello di pilota militare il 1 maggio 1912.
Nel corso del 1912 partì per combattere nella guerra italo-turca in Libia, assegnato il 13 marzo alla 4ª Squadriglia di stanza a Tobruk, rimanendovi fino al 1º agosto dello stesso anno, quando decorato di medaglia d'argento al valor militare rientrò in Patria. Inviato in Francia per studiarne l'organizzazione militare degli idrovolanti della marina, conseguì il brevetto di pilota d'idrovolante a San Juan-le-Pins nell’agosto 1912. Nel 1913 frequentò il Corso superiore di guerra a Livorno, poi si imbarcò sull'Elba come pilota d'idrovolante da ricognizione nel corso del 1914. Ripresosi dai postumi di un incidente aereo avvenuto il 30 dicembre 1914, all'inizio del 1915 fu mandato all'Aeroporto di Ferrara-San Luca per organizzare una nuova squadriglia dotata di velivoli Caproni, che tuttavia non arrivarono mai, ed incominciò a volare sui dirigibili. Rimase a Ferrara per poco tempo, in quanto il comando della marina lo trasferì il 17 luglio alla Squadriglia idrovolanti di Venezia per i collaudi dei nuovi idrovolanti Paulhan-Curtiss.

### Prima Guerra Mondiale
Nel corso della guerra condusse più volte idrovolanti in missione di bombardamento su obiettivi militari nemici, fu comandante della squadriglia nella quale Gabriele D'Annunzio volò come osservatore, entrambi protagonisti di un volo su Trieste in data 16 settembre 1916. Nel settembre 1916 aveva, infatti, assunto il comando dell'idroscalo di Venezia, distinguendosi già il 13 dello stesso mese quando guidò un'incursione di 12 velivoli su Parenzo.

### L'amicizia con D'Annunzio
Il Garrassini e D'Annunzio, forti di una reciproca fiducia, condivisero un'amicizia profonda e duratura. In una lettera al Garrassini il poeta chiedeva un appuntamento "per sottoporre alla sua approvazione il volo al di là che vorrà dire redenzione": era la realizzazione e la preparazione del Volo su Vienna, la lettera scritta in data 11 febbraio 1917 rimase però senza risposta perché lo stesso giorno, a seguito di uno scontro aereo nei cieli di Parenzo in rientro da Pola, il Garrassini venne colpito ed ucciso da una raffica di mitragliatrice nemica, mentre volava con l'osservatore guardiamarina Agostino Brunetta.

### I funerali
I funerali si svolsero il 14 febbraio a Venezia. La città gli tributò solenni onoranze: autorità, compagni d'arme, amici e Gabriele D'Annunzio che, in una lettera scritta a persona amica, definì il Garrassini mio buon compagno... al quale scrivevo una lettera in cui si parlava... della necessità di un gran volo.... D'Annunzio ne parla con dolore, rimpianto e ammirazione anche nel Notturno.
La città di Loano ha intitolato a suo nome il lungomare della cittadina, mentre quella di Genova una piazza. Nel primo dopoguerra gli fu intitolata la Stazione Idrovolanti della Regia Marina di Pola.